# Juan Rodrigo Rojas
Juan Rodrigo Rojas Ovelar, né le 9 avril 1988 à Fernando de la Mora au Paraguay, est un footballeur professionnel international paraguayen. Il évolue au poste de milieu de terrain.

## Biographie

### En équipe nationale
Il reçoit sa première sélection en équipe du Paraguay le 4 novembre 2009, en amical contre le Chili (défaite 2-1).
Il participe avec l'équipe du Paraguay à la Copa América 2016 (Copa América Centenario), organisée pour la toute première fois aux États-Unis.

## Carrière
- 2006-2010 :  Olimpia
- 2010 :  River Plate
- 2011 :  Libertad
- 2011 :  Beerschot
- 2012-2013 :  O'Higgins
- 2013-2014 :  Universidad de Chile
- 2014 :  Monterrey
- 2015-:  Cerro Porteño